# رونالد جوزف
رونالد جوزف (انگلیسی: Ronald Joseph؛ زادهٔ ۹ اکتبر ۱۹۴۴) اسکیت‌باز نمایشی اهل ایالات متحده آمریکا است.